# کارا (داغستان)
کارا (به لاتین: Kara) یک منطقهٔ مسکونی در روسیه است که در داغستان واقع شده‌است.